# Hujasensaari
Hujasensaari är en ö i Finland. Den ligger i sjön Säänjärvi och i kommunen Savitaipale i den ekonomiska regionen  Villmanstrands ekonomiska region  och landskapet Södra Karelen, i den södra delen av landet, 180 km nordost om huvudstaden Helsingfors. Öns area är 1,8 hektar och dess största längd är 330 meter i nord-sydlig riktning.